# Plounéventer
Plounéventer é uma comuna francesa na região administrativa da Bretanha, no departamento Finisterra. Estende-se por uma área de 27,24 km². Em 2010 a comuna tinha 2 119 habitantes (densidade: 77,8 hab./km²).